# Benjamin Massing
Benjamin Massing (Edéa, Camerún; 20 de junio de 1962 – Edéa, Camerún; 9 de diciembre de 2017) fue un futbolista de Camerún que jugó en la posición de defensa central. Era el medio hermano del también futbolista Georges Mouyémé.

## Carrera

### Club
| Periodo   | Club            |
| --------- | --------------- |
| 1986-1987 | Diamant Yaoundé |
| 1987-1991 | US Créteil      |
| 1991–1992 | Olympic Mvolyé  |

### Selección nacional
Jugó para Camerún en 21 ocasiones de 1987 a 1992 y anotó un gol; participó en dos partidos en la Copa Mundial de Fútbol de 1990 y en tres ediciones de la Copa Africana de Naciones.

## Logros
- Copa Africana de Naciones (1): 1988